# NVR, Inc.
NVR, Inc. (NYSE: NVR) er en amerikansk boligbyggevirksomhed med hovedkvarter i Reston, Virginia. NVR driver virksomhed under brands som Ryan Homes, NVHomes og Heartland Homes. De overtager byggemodnede byggegrunde, hvor de opfører boliger. I 2021 havde de 6.600 ansatte og en omsætning på 10 mia. USD. Igennem årerne har de bygget 535.000 boliger i 15 delstater.
Virksomheden blev etableret i 1980 under navnet NVHomes, Inc. af Dwight Schar.